# Habronattus rufescens
Habronattus rufescens är en spindelart som först beskrevs av Lucien Berland 1934.  Habronattus rufescens ingår i släktet Habronattus och familjen hoppspindlar. Inga underarter finns listade i Catalogue of Life.